# Округ Фултон (Кентаки)
Округ Фултон (енгл. Fulton County) је округ у америчкој савезној држави Кентаки.

## Демографија
По попису из 2010. године број становника је 6.813, што је 939 (-12,1%) становника мање него 2000. године.
| Група             | 2000.         | 2010.         |
| Белци             | 5.798 (74,8%) | 4.973 (73,0%) |
| Афроамериканци    | 1.798 (23,2%) | 1.609 (23,6%) |
| Азијати           | 24 (0,3%)     | 45 (0,7%)     |
| Хиспаноамериканци | 56 (0,7%)     | 53 (0,8%)     |
| Укупно            | 7.752         | 6.813         |